# Dieter-Heinz Hellmann

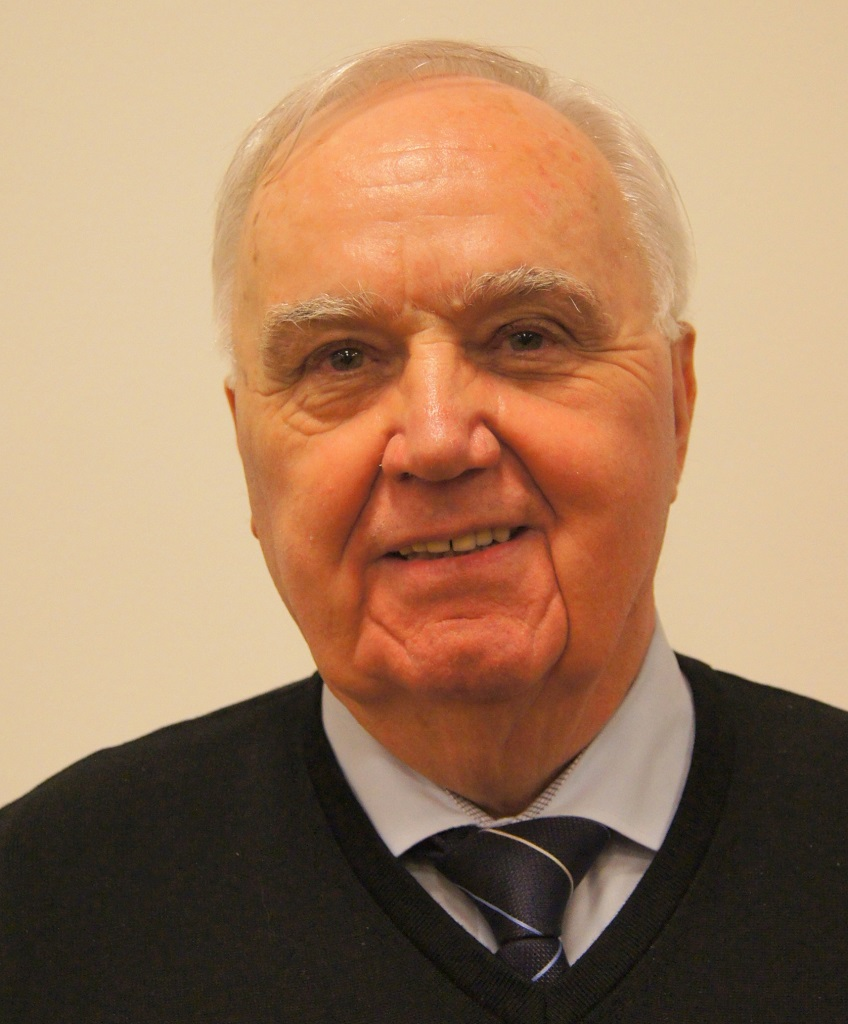
Dieter-Heinz Hellmann (2018)

Dieter-Heinz Hellmann (* September 1942 in Berlin) ist ein deutscher Industriemanager und Hochschullehrer.

## Leben
Hellmann studierte von 1963 bis 1970 an der Technischen Universität Berlin Maschinenbau mit dem Schwerpunkt Turbomaschinen. Nach seinem Diplom wurde er bis 1975 wissenschaftlicher Mitarbeiter am Hermann-Föttinger-Institut für Strömungstechnik. Nach seiner Promotion zum Doktor-Ingenieur wechselte Hellmann 1976 zur KSB Aktiengesellschaft in Frankenthal (Pfalz). Dort und in Homburg übernahm er verschiedene Führungspositionen in der Konstruktion und Entwicklung von Kreiselpumpen.
1991 erhielt Hellmann die Berufung an die Technische Universität Kaiserslautern und übernahm dort den Lehrstuhl für Strömungsmechanik und Strömungsmaschinen (SAM). Diesen konnte er bis 2006 deutlich ausbauen. Als Mechatroniker war er besonders auch im Bereich der Störungsfrüherkennung tätig. Er galt auch als Fachmann für erneuerbare Energien.
Referent und Moderator war Hellmann bei Fortbildungsveranstaltungen der Technischen Akademien Esslingen und Wuppertal, des Vereins Deutscher Ingenieure (VDI) und verschiedener Unternehmen.
2007 kehrte der Hochschullehrer zur KSB in Frankenthal zurück und übernahm dort bis 2013 als Mitglied des Vorstands die Verantwortung für die Bereiche Produktmanagement und Produktentwicklung. Anschließend übernahm er die Position des Vorsitzenden des Vorstands der KSB Stiftung in Frankenthal. Diese Stiftung hatte bereits seine Dissertation gefördert. Von Mai bis September 2015 war Hellmann als Mitglied des Aufsichtsrats der KSB AG bestellt.
Ferner ist er Vorstandsvorsitzender der Ecoliance RLP e. V., einem Netzwerk für Umwelttechnik in Rheinland-Pfalz. Im Ehrenamt sitzt er seit 2007 im Beirat des VDI Nordbadisch-Pfälzischen Bezirksvereins.

## Schriften (Auswahl)
- Sekundärströmung in gekrümmten rotierenden Schaufelkanälen einer radialen Arbeitsmaschine. Dissertation, Berlin 1975.

Als Herausgeber
- Mit Günther Riegler: Maschinentechnik in der Abwasserreinigung. Verfahren und Ausrüstung. Weinheim 2009. ISBN 978-3-527-30606-0.
- Kreiselpumpen-Lexikon. 4. überarbeitete und erweiterte Auflage, KSB, Frankenthal 2009.
- Kreiselpumpen-Lexikon. 5. überarbeitete und erweiterte Auflage, KSB, Frankenthal 2011.

Sonstiges
- Hier stehe ich und kann nicht anders. Predigt am 19. Februar 2017. In: Hier stehe ich und kann nicht anders. Persönlichkeiten aus Frankenthal auf der Kanzel der Lutherkirche. Protestantische Lutherkirche, Frankenthal 2018. S. 17–24.